# Velký Śpičák
Velký Śpičák är ett berg i Tjeckien. Det ligger i den nordvästra delen av landet, 100 km väster om huvudstaden Prag. Toppen på Velký Śpičák är 965 meter över havet, eller 99 meter över den omgivande terrängen. Bredden vid basen är 2,5 km.
Terrängen runt Velký Śpičák är huvudsakligen kuperad, men den allra närmaste omgivningen är platt.Runt Velký Śpičák är det glesbefolkat, med 14 invånare per kvadratkilometer. Närmaste större samhälle är Kadaň, 15,4 km sydost om Velký Śpičák. I omgivningarna runt Velký Śpičák växer i huvudsak blandskog.